# Foyer des Arts
Foyer des Arts is een Duitse avant-garde-band uit de NDW-periode, opgericht door Max Goldt en Gerd Pasemann, met als achtergrondzangeressen Annette Humpe en Gayle Tufts. Ze brachten vier albums uit tussen 1981 en 1995. Tegenwoordig worden ze vooral herinnerd vanwege hun kleine hit Wissenswertes über Erlangen (1982) en als springplank naar de carrière van Max Goldt, die zich in de jaren 1990 ontpopte tot een succesvolle humoristische schrijver.

## Biografie
Goldt en Pasemann ontmoetten elkaar in 1978 in West-Berlijn en vormden de kern van de band Favorit, die zichzelf al snel omdoopte tot Aroma Plus. Beïnvloed door new wave en artrock speelden ze verschillende optredens in het West-Berlijnse clubcircuit met wisselende bezettingen en brachten ze een ep en een single uit in eigen beheer. In 1981 besloten Goldt en Pasemann om strikt als duo verder te werken onder de naam Foyer des Arts, een toespeling op een kunstacademie in Haïti (Foyer des Arts Plastiques). Ze namen het album Die seltsame Sekretärin op en brachten het in eigen beheer uit. De single Eine Königin mit Rädern untendran van dit album werd een kleine hit in het Berlijnse clubcircuit. In die tijd betrad de Neue Deutsche Welle, oorspronkelijk een underground fenomeen dat beïnvloed werd door internationale new wave-muziek, de mainstream en grote labels stonden te popelen om nieuw talent te rekruteren dat als Neue Deutsche Welle op de markt kon worden gebracht. Dit leidde ertoe dat Foyer des Arts werd gecontracteerd door de Duitse tak van Warner Music, WEA Records, hoewel ze zichzelf nooit als onderdeel van deze trend zagen.
Het eerste album van Foyer des Arts voor WEA was Von Bullerbü nach Babylon (1982). De eerste single van het album was Wissenswertes über Erlangen, die zeven weken doorbracht in de officiële Duitse singlehitlijst met een piek op #36 in oktober 1982. De single bracht het reguliere publiek op het verkeerde been door te denken dat Foyer des Arts een comedy-act was of op zijn minst de lichtere kant van de Duitse new wave vertegenwoordigde. Een groot deel van het album was in feite geïmproviseerd, experimenteel en duister. De verkoop van Foyer's eerste album voor WEA voldeed niet aan de verwachtingen van het label en werd binnen enkele maanden na het uitbrengen uit de catalogus verwijderd. WEA weigerde verdere opnamen te publiceren, maar ze kwamen ook niet overeen om het contract te annuleren, dus de band stond feitelijk op ijs. In 1984 bracht Goldt zijn eerste soloalbum uit.
Pas nadat de WEA-deal in 1986 afliep, bracht Foyer des Arts eindelijk hun tweede album Die Unfähigkeit zu frühstücken uit bij het onafhankelijke label Fünfundvierzig. Hierdoor werden ze een gerespecteerd onderdeel van het Duitse onafhankelijke muziekcircuit. Als zodanig nodigde John Peel hen uit voor zijn BBC Peel Sessions. Het werd gevolgd door Ein Kuss in der Irrtumstaverne in 1988. Het dubbele livealbum Was ist super (1989) markeerde het einde van de tweede actieve fase van Foyer. Tegen die tijd was Goldt begonnen met het schrijven van een column voor het satirische tijdschrift Titanic, wat hem uiteindelijk een populaire auteur zou maken. In 1995, op Pasemann's verzoek kwam de band kort bij elkaar om het eenmalige afscheidsalbum Die Menschen op te nemen.
In 2000 werd de Best-Of-collectie Könnten Bienen fliegen uitgebracht bij het Fünfundvierzig-label. In 2003 bracht Warner Music Germany eindelijk Von Bullerbü nach Babylon, dat al bijna twee decennia niet meer gedrukt was, opnieuw uit als een speciale editie compact disc. Zowel de tracklijst als de hoes werden gewijzigd om ze dichter bij de oorspronkelijke bedoelingen van de band te brengen, die volgens hen in het gedrang waren gekomen door de tussenkomst van WEA.

## Discografie

### Singles
- 1981: Eine Königin mit Rädern untendran
- 1982: Wissenswertes über Erlangen
- 1982: Trends / Hubschraubereinsatz
- 1984: Ein Haus aus den Knochen von Cary Grant
- 1985: Schimmliges Brot
- 1986: Gleichzeitig? Das kann ich nicht
- 1988: Penis → Vagina

### Albums
- 1981: Die seltsame Sekretärin
- 1982: Von Bullerbü nach Babylon (2003 herpublicatie met afwijkende nummerselectie)
- 1986: Die Unfähigkeit zu frühstücken
- 1988: Ein Kuß in der Irrtumstaverne
- 1989: Was ist super?
- 1995: Die Menschen
- 2000: Könnten Bienen fliegen – Das Beste von Foyer des Arts